# I Belong to You (Il Ritmo della Passione)
" I Belong to You (Il Ritmo della Passione) " ( en inglés: "I Belong to You (The Rhythm of Passion)" es una canción a dueto del cantante italiano Eros Ramazzotti y la cantante estadounidense Anastacia, lanzado como segundo sencillo del undécimo álbum de estudio de Ramazzotti, Calma aparentee (2005), y el tercero del primer álbum de grandes éxitos de Anastacia, Pieces of a Dream (2005). Tuvo un éxito comercial en Europa continental, particularmente en Alemania, alcanzando el número uno y convirtiéndose en la novena canción más vendida de 2006. También encabezó las listas de sencillos en Italia y Suiza y se ubicó entre los cinco primeros en varios otros países.
La canción es una balada en la que Anastacia canta en inglés y Ramazzotti en italiano o español . Como Ramazzotti graba sus canciones tanto en italiano como en español, de esta canción también existen dos versiones: la original con letra en italiano y la otra con letra en español, titulada "I Belong to You (El ritmo de la pasión)", que está disponible en las versiones en español de los álbumes de Ramazzotti y Anastacia.

## Recepción de la crítica
Mientras revisaba la compilación Pieces of a Dream de Anastacia, Lisa Haines de BBC Music se refirió a la canción como "un magnífico dueto con Eros Ramazzotti que revela un lado más sedoso del borde duro que normalmente es tan distintivo en su voz, y termina con el tipo de exceso pulmonar que avergonzaría a Celine Dion ." 

## Video musical
El vídeo musical fue dirigido por Don Allan  y filmado en Roma, Italia, del 21 al 22 de noviembre de 2005. En el video, Ramazzotti y Anastacia interpretan a una pareja romántica .

## Listados de seguimiento
CD sencillo europeo
1. "Te pertenezco (Il Ritmo della Passione)"
2. "Yo te pertenezco (El Ritmo de la Pasión)"

Maxi-CD sencillo europeo
1. "Te pertenezco (Il Ritmo della Passione)"
2. "Yo te pertenezco (El Ritmo de la Pasión)"
3. "Te pertenezco (Il Ritmo della Passione)" (vídeo)
4. "Yo te pertenezco (El Ritmo de la Pasión)" (vídeo)

## Listas
| Lista (2006)                          | Mejor posición |
| ------------------------------------- | -------------- |
| Austria (Ö3 Austria Top 40)           | 2              |
| Bélgica (Flandes) (Ultratop 50)       | 2              |
| Bélgica (Valonia) (Ultratop 50)       | 5              |
| CEI (Tophit)                          | 132            |
| Europe (Eurochart Hot 100)            | 3              |
| Alemania (Offizielle Deutsche Charts) | 1              |
| Hungría (Rádiós Top 40)               | 1              |
| Hungría (Single Top 40)               | 5              |
| Italia (FIMI)                         | 1              |
| Países Bajos (Dutch Top 40)           | 7              |
| Países Bajos (Mega Single Top 100)    | 6              |
| Suiza (Schweizer Hitparade)           | 1              |

| Chart (2008)                           | Peak position |
| -------------------------------------- | ------------- |
| Portugal (Portugal Digital Song Sales) | 5             |

| Lista (2006)                      | Posición |
| --------------------------------- | -------- |
| Austria (Ö3 Austria Top 40)       | 6        |
| Belgium (Ultratop 50 Flanders)    | 9        |
| Belgium (Ultratop 50 Wallonia)    | 16       |
| Europe (Eurochart Hot 100)        | 17       |
| Germany (Official German Charts)  | 9        |
| Hungary (Rádiós Top 40)           | 39       |
| Netherlands (Dutch Top 40)        | 27       |
| Netherlands (Single Top 100)      | 26       |
| Switzerland (Schweizer Hitparade) | 5        |

## Historial de lanzamientos
| Región | Fecha               | Formato(s) | Etiquetas) | Ref. |
| ------ | ------------------- | ---------- | ---------- | ---- |
| Europa | 20 de enero de 2006 | CD         |            |      |
| Europa | 27 de enero de 2006 | Maxi-CD    |            |      |